# FMO5
La dimetilanilina monooxigenasa [formadora de N-óxido] 5 es una enzima que en humanos está codificada por el gen FMO5.
La N-oxidación metabólica de la amino-trimetilamina (TMA) derivada de la dieta está mediada por la monooxigenasa que contiene flavina y está sujeta a un polimorfismo FMO3 hereditario en el hombre, lo que da como resultado una pequeña subpoblación con capacidad reducida de N-oxidación de TMA que da como resultado el síndrome del olor a pescado Trimetilaminuria. Tres formas de la enzima, FMO1 que se encuentra en el hígado fetal, FMO2 que se encuentra en el hígado de un adulto y FMO3 están codificadas por genes agrupados en la región 1q23-q25. Las monooxigenasas que contienen flavinas son flavoenzimas dependientes de NADPH que catalizan la oxidación de los centros de heteroátomos nucleofílicos blandos en fármacos, pesticidas y xenobióticos.

## Problemas de genes relacionados
- Síndrome de deleción 1q21.1
- Síndrome de duplicación 1q21.1